# Агра (вокално трио)
Вокално трио „Агра“ е певческа група за българска народна музика от град Попово, област Търговище. То е основано през есента на 1982 г. при Дома на културата, разкрит към някогашния Аграрно-промишлен комплекс на Попово. Триото е образувано по идея на Мария Нейкова от народните певици:
- Елена Коева (изпълнява песни от тракийска, северняшка и странджанска фолклорна област);
- Марияна Иванова (изпълнява песни от родопска и македонска фолклорна област);
- Павлина Ангелова (изпълнява песни от северняшка, добруджанска и шопска фолклорна област).

Първата им изява като такова е през септември същата година като трио „Багра“. За творчески сезон техните изяви достигат до 60 – 70, но като представители на АПК се наложило името на триото да бъде променено на „АГРА“, каквото е и до днес. Триото има съвместни изяви с Фолклорен танцов ансамбъл „Веселяче“, „Студио за модерен балет“, танцова формация „Чар“, певческа група „Антола“, „Капански ансамбъл“ – град Разград и участия в концерти с известни певци и формации. Репертоарът им се състои от над 50 народни песни, част от които са със съвременни аранжименти. Те са обработени отначало от художествения им ръководител Йордан Габровски, а по-късно и от композитора Петър Крумов. Записват песни за радио Шумен, участват в многобройни международни турнета. Наред с българските песни, триото изпълнява фолклорни песни от побратимените с Попово градове (турски, руски, украински и румънски), с които печели сърцата на публиката зад граница в Германия, Чехия, Унгария, Русия, Украйна, Турция, Сърбия и Северна Македония.
Триото е наградено с най-високи отличия от: Национален конкурс за изпълнители на български народни песни „Атанаска Тодорова – Чирпан 1999“, Национален конкурс за изпълнители на тракийски народни песни „Първомай 1998“ – гр. Първомай, Втори национален конкурс „Надпяване и надсвирване – Варна 1995“ в рамките на „Варненско лято“, Национален събор на народното творчество Копривщица – 2000 г., „Вечност и песен“ – Ковачевица 2000 и др. През 2004 г. по случай 20-годишния юбилей триото е удостоено с наградата Сребърна лира от Съюза на музикалните дейци в България за дългогодишна дейност и заслуги.
Трио „АГРА“ има участия в предаванията на БНТ: „Насред село тъпан бие“, „Минаха години“, „От извора“, „Мелодия на годината“, „Василица“, „С бъклица и дрян“, „На Самоводската чаршия“ и др.
Национална програма „Хоризонт“ на БНР притежава и използва за своите предавания компактдиск с народните песни на певиците от поповското трио „Агра“.